# متعددة الأربطة
متعددة الأربطة أو متعددة الدسميدات أو رتبة بوليديسميدا ذوات الألف رجل (الاسم العلمي: Polydesmida)، هي أكبر رتبة في طائفة ألفية الأرجل، تحتوي على ما يقرب من 3500 نوع.